# Hekistocarpa minutiflora
Hekistocarpa  es un género monotípico de plantas con flores perteneciente a la familia de las rubiáceas. Incluye una sola especie: Hekistocarpa minutiflora Hook.f. (1873). Es nativa de Nigeria a Camerún.

## Descripción
Es una planta herbácea o subarbusto que alcanza un tamaño de  0,6-2 m de altura, se encuentra  en los matorrales del bosque secundario, de Nigeria y Camerún.

## Propiedades
Se usa la hoja como planta medicinal como analgésico y para los problemas estomacales.

## Taxonomía
Hekistocarpa minutiflora fue descrita por Joseph Dalton Hooker y publicado en Icones Plantarum t. 1151, en el año 1873.